# Аркея
Арке́я (Bangsia) — рід горобцеподібних птахів родини саякових (Thraupidae). Представники цього роду мешкають в Центральній і Південній Америці.

## Види
Виділяють шість видів:
- Зеленник еквадорський (Bangsia flavovirens)
- Аркея жовто-синя (Bangsia arcaei)
- Аркея золотощока (Bangsia aureocincta)
- Аркея синьощока (Bangsia edwardsi)
- Аркея золотовола (Bangsia rothschildi)
- Аркея колумбійська (Bangsia melanochlamys)

Еквадорського зеленника раніше відносили до роду Зеленник (Chlorospingus), однак за результатами низки молекулярно-генетичних досліджень він був переведений до роду Аркея (Bangsia).

## Етимологія
Рід Bangsia названий на честь американського колекціонера і зоолога Аутрама Бенгса.